# Крюков, Владимир Михайлович
Влади́мир Миха́йлович Крю́ков (род. 11 апреля 1949 года) — русский поэт. Известен также как писатель, журналист, публицист и правозащитник.

## Страницы биографии
Родился в русской крестьянской семье в 1949 году в селе Пудино, Пудинский район, Томская область. Родители: со стороны матери — ссыльные крестьяне-спецпереселенцы эпохи ГУЛАГа, со стороны отца — алтайские староверы, в 1920-е гг. сами сбежавшие в Нарымский край от притеснений со стороны советской власти.
Окончил среднюю школу, поступил на историко-филологический факультет Томского университета. Однако уже на третьем курсе (1969) в зимнюю сессию Владимир Крюков был отчислен с формулировкой «за поведение, порочащее достоинство советского студента» — за недонесение на сокурсника, издателя бесцензурного рукописного журнала. После этого работал учителем в деревенской школе-восьмилетке деревни Татьяновка (Шегарский район). Писал стихи. После восстановления и окончания (в 1973) Томского государственного университета (историко-филологический факультет) работал учителем в школе села Монастырка (Шегарский район).
Здесь стал резко терять зрение, ведь педагогу ежедневно приходится проверять массу ученических тетрадей. Медики настояли на уходе из школы. Владимир Крюков прекратил своё учительство, о чём жалеет до сих пор. Ведь по его мнению, …для действующего поэта профессия школьного учителя литературы — лучше не найти! (Интервью для областной газеты «Томские новости», 18.08.2014).. После этого попробовал себя на работе в редакции многотиражки Пединститута, параллельно сотрудничая с областной комсомольской газетой «Молодой ленинец». Попытался устроиться сюда на работу, но после собеседования с секретарями обкома комсомола, в «деле» появилась запись, что Крюкову «не рекомендовано» работать в идеологической коммунистической прессе…
Некоторое время Владимир Крюков работал техником-смотрителем телевизионного транслятора в райцентре Тегульдет (1975—1976), затем (в 1976—1980) работал в редакции газеты «Правда Ильича» (орган райкома КПСС и райисполкома Томского района). Но оттуда погнали с подачи КГБ за инакомыслие и за чтение запрещённой тогда хорошей литературы (в число запрещённых, по мнению чекистов, входили книги Платонова, Булгакова, Конквеста, Набокова и других). После увольнения — работа сторожем, инженером в бюро научно-технической информации.
…Табу на имя сохранялось до 1988-го — к нам пресловутая гласность добиралась трудно. Тогда мне было сказано: «Пусть в столице шумят, провинция хранит устои». (В. Крюков. О себе.)
В дальнейшем произшло замечательное везение: стал томским корреспондентом газеты Западно-Сибирского речного пароходства «На вахте» (1983—1987). Довелось избороздить водные просторы Сибири. Эти поездки оставили массу впечатлений о жизни и природе, о людях Сибири. С началом перестройки негласное партийное вето ослабло — Владимир Крюков перестал быть персоной нон грата для томских газет. С 1987 по 1990 гг. работал литературным консультантом в газете Томского обкома ВЛКСМ «Молодой ленинец»; в 1991-м году газета была преобразована в независимое издание «Томский молодёжный экспресс».
В эти же годы уже имеющему признание поэту Крюкову (печатался в столичных и региональных изданиях) «доверили» руководить областным литературным объединением «Томь». В 1989 году в Томском книжном издательстве вышла дебютная книжечка «С открытым окном».
В 1995—1997 гг. работал учителем словесности в школе в колонии строгого режима (г. Томск).
Ярким периодом жизни и творчества стала дружба с известным этнографом и философом, профессором Андреем Сагалаевым. Она начиналась в студенческие годы. На рубеже 1990-х плодом их совместной работы стала биография великого сибиряка Григория Николаевича Потанина (книга выпущена издательством «Наука», Новосибирск, 1991).
С начала 1990-х гг. Владимир Крюков занимается правозащитной деятельностью, участвует в формировании томских институтов гражданского общества, является координатором Томского исследовательского центра по правам человека (с 1997), редактором газеты «Хроника правозащиты» (до 2005); сотрудничает с обществом «Мемориал».
Его охотно печатает сибирская пресса: областные газеты «Томский молодёжный экспресс», областная массовая газета «Красное знамя», демократическая газета «Томский вестник», оппозиционная газета «Томская неделя», межрегиональное издание (редакция — в г. Новосибирске) «Сибирская газета».
В середине 1990-х годов В. М. Крюков — член редакционной коллегии историко-краеведческого и литературно-художественного альманаха «Сибирская старина».
В год 400-летия города Томска (2004) Владимир Крюков издал историко-биографическую книгу «Александр Адрианов. Последние годы» (Томск, 2004). А. Адрианов — известный археолог, соратник Г.Н. Потанина, знаменитый сибирский публицист, расстрелянный в 1920 году (эпоха красного террора). Эту книгу Владимир Крюков посвятил памяти Андрея Сагалаева.
В 2005 году были опубликованы статьи Владимира Крюкова под общим названием «Как размывали память» (название книге дала история о размыве Колпашевского Яра, места массовых расстрелов конца 1930-х годов). Статья была напечатана в апреле 1989 года в «Молодом ленинце» и стала первой публикацией в Советском Союзе об этой варварской акции. Издание было осуществлено Томским обществом «Мемориал».
Вместе с поэтессой Р. Тамариной и другими коллегами в 1998 году создавал Томское региональное отделение Союза российских писателей, председателем которого является с 2007 года.
Соредактор литературно-краеведческого журнала «Начало века» (г. Томск).
Владимир Крюков является членом Совета томского общества «Мемориал». Являлся членом Комиссии по помилованию при губернаторе Томской области.
Живёт в посёлке Тимирязевском, посёлке под Томском.
Губернатор Томской области Сергей Жвачкин в апреле 2014 года направил Владимиру Михайловичу свои поздравления с 65-летним юбилеем поэта, отметив грамотой и ценным подарком его многолетнюю и многогранную творческую и общественную деятельность.

## Литературная деятельность
Ещё в 1974 году в Ленинграде Владимир Крюков познакомился с поэтом Александром Кушнером, который стал его литературным наставником на всю последующую жизнь. Его письма и разговоры при редких встречах были неоценимой поддержкой в пору, когда В. Крюкову путь на страницы большой и малой периодики был заказан…
Первая публикация стихов состоялась в 1966 году в газете «Правда Ильича» (Томск). В интервью газете «Томские новости» (18.08.2014) Владимир Крюков признаётся: «…к слову, я себя никогда и нигде не назвал поэтом. Мне очень нравится чеховское слово „литератор“, вот его-то с удовольствием и употребляю. …для меня „поэт“ — очень ответственное слово. Возможно, с людьми моего поколения трепетное отношение к поэзии уйдет в небытие. Пусть выпустивший пять книг стихов именуется стихотворцем, ничего против не имею. Обратите внимание, слово „стихи“ я уже уступил этой нахрапистой публике! У Вадима Кожинова была такая книга — „Стихи и поэзия“, где, помимо всего прочего, говорится и о необходимости различать эти понятия по степени художественности текста». Тем не менее критика и общественность считает Владимира Крюкова состоявшимся русским поэтом.
В 1989 году в составе кассеты «Надежда» первая книжка стихотворений «С открытым окном». В 1994-м — самодельный сборник «Созерцанье облаков». В 1999 году — книга стихов и прозы «Линия ветра». В 2005-м книга стихотворений «В области сердца» с предисловием А. Кушнера. В 2007-м — стихи и дневниковые заметы в книге «Жизнь пунктиром».
Позднее вышли книга избранного «Стихотворения» (Губернаторская премия 2009 года), поэтический сборник «…Вдруг скажется просто» (2013). Книга «Белый свет» удостоена Губернаторской премии в номинации «Поэзия» за 2016 год. Издательство ASPEKTSPRESS (Иновроцлав, Польша) в 2018 году выпустило книгу избранных стихотворений Владимира Крюкова под названием «Время не отбрасывает тени».
В сборнике «Линия ветра» были первые опыты в прозе. Полновесная книга рассказов «Мальчик и другие истории» (2014) входила в лонг-лист премий Ивана Бунина и «Ясная Поляна». В 2019-м издан сборник «Промежуток. Повесть и рассказы».
Напечатаны книги воспоминаний «Заметки о нашем времени» (2014) и «Заметки о нашем времени. Вторая часть» (2018).
Занимался литературными поэтическими переводами. В 2006 году в издательстве Томского политехнического университета (ТПУ) вышла книга «Аннете фон Дросте-Хюльсхофф. Избранная лирика в русских переводах». Переводы выполнили В. Крюков и А. Соколов. В книгу «Стихотворения» — собрание его поэзии отдельным томом — вошли переводы стихов Аннете фон Дросте-Хюльсхофф и Агнешки Осецкой. Книга «Белый свет» удостоена Губернаторской премии в номинации «Поэзия» за 2016 год.
Стихи Владимира Крюкова постоянно публикуются на страницах томского журнала «Начало века», в литературном альманахе «Каменный мост», входят в коллективные сборники. Многократно подборки его стихов печатал журнал «Звезда» (с 2006, последняя публикация в номере 4 за 2017 год). Публиковался в журналах «Знамя», «День и ночь», «Сибирские огни», «Огни Кузбасса», «Московский вестник», «Литературная учёба», «Москва», «Под часами» (Смоленск), «Город» (Тольятти), в русскоязычных альманахах Германии «Эдита» и «Пилигрим».
В переводе на польский (альманах «Aspekty», 2009) напечатана подборка стихотворений и эссе о поэзии.
Член Томской городской палаты общественности в 2006—2016 гг.

## Награды
- Почётная грамота Администрации Томской области (30.03.2009, 14.02.2012, 14.04.2014)
- благодарственные письма мэра Томска за активную общественную деятельность: 2004, 2009, 2012, 2014
- медаль «70 лет Томской области» (10.04.2014)
- медаль «400 лет Томску. За заслуги перед городом» (2004)
- медаль «За заслуги перед Томским государственным университетом» (17.12.2008)
- Лауреат сибирской премии в области журналистики «Акулы пера» (2007)
- Лауреат Губернаторской премии в области литературы (2009, 2016)
- Лауреат Международной литературной премии Саши Чёрного.
- Почётная грамота Министерства культуры Российской Федерации (29.04.3010)

## Из библиографии
- Крюков, Владимир. Памятник Г. Потанинину // обл.газета «Красное знамя». — Томск, 1987. — 22 ноября — Электронный ресурс: vital.lib.tsu.ru.
- Крюков, Владимир Михайлович. С открытым окном. [Сборник стихотворений]. — Томск: Томское книжное издательство, 1989.
- Крюков, Владимир Михайлович. Судьба Михаила Шатилова // Северо-Восток (журнал). 1992. — № 5.
- Крюков, Владимир Михайлович. О древних книгах, томском бунте и сибирском характере. [Интервью с профессором Н. Н. Покровским] // лит.альманах «Сибирская старина». — Томск, 1993. — № 2 (январь).
- Крюков, Владимир Михайлович. Созерцание облаков. [Книга лирики]. — Томск, 1994
- Крюков, Владимир Михайлович. Линия ветра. [Избранное: стихи, проза]. — Томск, 1999
- Крюков, Владимир Михайлович. Память о Потанине вошла в кровь и плоть сибиряков // лит.альманах «Сибирская старина». — Томск, 1999. — № 21. starina.h1.ru
- Крюков, Владимир Михайлович. В области сердца. [Сборник стихотворений]. — Томск, 2005
- Аннете фон Дросте-Хюльсхофф. Избранная лирика в русских переводах // сборник стихотворений. Переводы сделаны В. Крюковым и А. Соколовым. — Томск: изд-во ТПУ, 2005
- Крюков, Владимир. Как размывали память: избранные статьи / В. М. Крюков; Том.обл.ист.-просвет.правозащ. и благотворит.о-во «Мемориал. — Томск, 2005. — 75 с.: ил. (материалы о Колпашевском Яре)
- Крюков, Владимир. Письмо из Томска [стихи томских поэтов: В. Крюков]. // День и ночь (журнал). — М., 2006. — № 1-2. www.krasdin.ru
- Крюков, Владимир. Три истории о любви [рассказ]. // День и ночь (журнал). — М., 2006. — № 7-8. www.krasdin.ru, фото
- Крюков, Владимир. Стихи. // Звезда (журнал). — С.Пб., 2006. — № 8. zvezdaspb.ru
- Жизнь пунктиром[6] // стихи и проза Владимира Крюкова. — Томск: изд-во Томского университета, 2007.
- Крюков, Владимир. Письма Владимира Корнилова [эссе]. // Знамя (журнал). — М., 2008. — № 4. magazines.russ.ru
- Крюков, Владимир. Стихи. // Звезда (журнал). — С.Пб., 2008. — № 10. zvezdaspb.ru
- Крюков, Владимир Михайлович. Стихотворения. — Томск, 2009
- Крюков, Владимир. Опыт самоопределения [очерк]. // Знамя (журнал). — М., 2009. — № 8. magazines.russ.ru
- Лёд и Пламень. [Современная русская поэзия] // Крюков В. М., стихотворения. — М., 2009
- Крюков, Владимир. Прогулки [стихи]. // День и ночь (журнал). — М., 2010. — № 3. www.krasdin.ru, фото
- Крюков, Владимир. Утренний человек [стихи]. // Сибирские огни (журнал)». — Новосибирск, 2010. — № 12. www.sibogni.ru
- Крюков, Владимир. Из гущи света и тени [стихи] // Огни Кузбасса (журнал). — Кемерово, 2011. — № 4 (апрель). Электронный ресурс: ognikuzbassa.ru.
- Крюков, Владимир. О Смоктуновском // Огни Кузбасса (журнал). — Кемерово, 2012. — № 2 (февраль). Электронный ресурс: ognikuzbassa.ru.
- Крюков, Владимир. «Ты — не поэт!» // Литературная учёба (журнал). — М., 2012. — № 3.
- Крюков, Владимир. Виктор Астафьев в Томске (публикация выступления писателя перед творческими работниками города в 1982 году) // Знамя (журнал). — М., 2012. — № 10 (октябрь). Электронный ресурс: magazines.russ.ru и znamlit.ru.
- Крюков, Владимир Михайлович. Фёдор и Арина [рассказ] // Москва (журнал). — М., 2012. — № 10 (октябрь)
- Крюков, Владимир Михайлович. …Вдруг скажется просто. [Сборник стихотворений]. — Томск, 2013.
- Крюков Владимир. Стихи. // Звезда (журнал). — С.Пб., 2013. — № 2. zvezdaspb.ru
- Крюков, Владимир. От многого света [стихи] // Сибирские огни (журнал)". — Новосибирск, 2013. — № 5. www.sibogni.ru.
- Крюков, Владимир. Большой сибирский дедушка. // Пятая стихия бытия [сборник к 50-летию Томской писательской организации] // ред.-сост. С. А. Заплавный; ред.колл.: А. Казаркин и др. — Томск: издательство «Красное знамя», 2013. — 430 с.: ил., портр.; — С. 176—186. — ISBN 978-5-9528-0095-3. — elib.tomsk.ru (2015)
- Крюков, Владимир Михайлович. Мальчик и другие истории [книга рассказов]. — Томск: Издательство Томского университета, 2014.
- Крюков, Владимир Михайлович. Заметки о нашем времени. — Томск, 2014.
- Крюков Владимир. Поэзия — «новая» и вечная // Огни Кузбасса (журнал). — Кемерово, 2014. — № 1 (январь). Электронный ресурс: ognikuzbassa.ru.
- Крюков Владимир. Любовные дела старшего брата [рассказ] // литературная газета «Мастерская». — Томск, 2014 — № 2 (26 апреля).
- Крюков Владимир. Где скелеты воды… // Литературная учёба (журнал). — М., 2014. — № 3. www.lych.ru.
- Крюков, Владимир Михайлович. Колонка редактора [автобиографичное]. // Каменный мост (альманах). — Томск, 2015. — (январь). elib.tomsk.ru
- Крюков, Владимир. Питерские заметки [очерк]. // Каменный мост (альманах). — Томск, 2015. — (январь). elib.tomsk.ru.
- Крюков Владимир. Томская классика. // Огни Кузбасса (журнал). — Кемерово, 2015. — № 1 (январь-февраль). ognikuzbassa.ru.
- Крюков, Владимир. Газета [воспоминания]. // Начало века (журнал). — Томск, 2016. — № 4. — С. 139—153. elib.tomsk.ru.
- Крюков, Владимир. Круговорот любви: именно с таким чувством написана эта книга [статья об одной учебной группе геологоразведочного факультета ТПУ выпуска 1968 года]. // Красное знамя (газета). — Томск, 2016. — № 125(27399, 21 сентября. elib.tomsk.ru.
- Крюков, Владимир. Стихи // альманах «Лёд и пламень». — Москва, 2015. — № 3.
- Крюков, Владимир. Общежитие [мемуары] // Урал (журнал). — Екатеринбург, 2015. — № 4.
- Крюков, Владимир. Явление друга [рассказ] // Москва (журнал). — Москва, 2016. — № 1.
- Крюков, Владимир. Луговая страна. Стихи. // Сибирские огни (журнал). — Новосибирск, 2017. — № 2.
- Крюков, Владимир. Стихи. // Звезда (журнал). — С.Пб., 2017. — № 4.
- Крюков В.[М.], Сагалаев А.[М.] Граждане Сибири // лит.альманах «Сибирские Афины». — Томск, 1990. — № 1. Апрель. — С. 2-3.
- Сагалаев А.М., Крюков В. М. Г. Н. Потанин: Опыт осмысления личности. — Новосибирск: Наука, 1991. 231 с.
- [Сагалаев А. М., Крюков В. М.] В эпоху безвластия… // Сибирская газета. — Новосибирск, 1991. — № 11 (58). Март. — С. 8-9.
- Сагалаев А.М., Крюков В. М. Потанин, последний энциклопедист Сибири: Опыт осмысления личности. — Томск: Изд-во научно-технической литературы, 2004. 208 с.
- Сагалаев А.[М.], Крюков В.[М.] Набуква: [А, Б, В] // ТМ-экспресс (еженедельная газета). — Томск, 1993 . — № 1. — 1 января. — С. 28.
- Сагалаев А.[М.], Крюков В.[М.] Набуква: [Г, Д, Е, Ж] // Там же. 1993. № 2. 8 января. С. 29.
- Сагалаев А.[М.], Крюков В.[М.] Набуква: [З, И, К, Л] // Там же. 1993. № 3. 15 января. С. 27.
- Сагалаев А.[М.], Крюков В.[М.] Набуква: [М, Н, О] // Там же. 1993. № 4. 22 января. С. 26.
- Сагалаев А.[М.], Крюков В.[М.] Набуква: [П, Р, С] // Там же. 1993. № 5. 29 января. С. 23.
- Сагалаев А.[М.], Крюков В.[М.] Набуква: [С, Т, У, Ф, Х, Ц] // Там же. 1993. № 6. 5 февраля. С. 30.
- Крюков В.[М.], Сагалаев А.[М.] Набуква: Агитки. Брунгильда и Борис // Томская неделя (газета). — Томск, 1997. — № 33 (279). — 14 августа. — С. 20.
- Крюков В.[М.], Сагалаев А.[М.] Набуква: Влас Ворошевич. Герман Гессе — газете «Гардиан» // Томская неделя (газета). — Томск, 1997. — № 34 (280). — 21 августа. — С. 20.
- Крюков В.[М.], Сагалаев А.[М.] Набуква: Джеймс Джойс. День дурака // Томская неделя (газета). — Томск, 1997. — № 36 (282). — 4 октября. — С. 20.
- Крюков В.[М.], Сагалаев [А. М.] Набуква: Зенон. Зубастые загадки // Томская неделя (газета). — Томск, 1997. — № 44 (290). — 30 октября. — С. 20.
- Крюков В.[М.], Сагалаев А.[М.] Набуква: Иероним. Исповедь идиота // Томская неделя (газета). — Томск, 1997. — № 46 (292). — 13 ноября. — С. 20.
- Крюков В.[М.], Сагалаев А.[М.] Набуква: Николай Носов. Невеста некрофила // Томская неделя (газета). — Томск, 1998. — № 11 (309). — 12 марта. — С. 20.
- Сагалаев А.М. «Искренний привет незапланированным читателям!» [Письма сибирского этнографа А. М. Сагалаева] (Подготовка документов к публикации и примечания О. Б. Беликовой, предисловие В. М. Крюкова) // Каменный мост: Литературно-художественный альманах. — Томск: Part.com, 2005. — С. 416—436.
- Крюков В.[М.] Андрей: Скоро 40 дней без Сагалаева // Томский вестник: приложение «Буфф-сад». — Томск, 2002. — 24 июля. — № 30. — С. 9.
- Крюков В. Полгода без Андрея // Буфф-сад. — Томск, 2002. — № 52. — 26 декабря. — С. 24.

Опубликованная поэзия В. М. Крюкова, посвящённая А. М. Сагалаеву:
- Крюков В. М. «Леса стоят полупусты…»: Андрею // ТМ Экспресс (газета). — Томск, 1992. — от 16 окт. — С. 19.
- Крюков В. М. Ренуар. «Завтрак гребцов»: А. Сагалаеву // Томский вестник (газета). — Томск, 1992. — № 79 (239). — от 23 апреля. — С. 6.
- Крюков В. М. Ренуар. «Завтрак гребцов»: А. Сагалаеву // Крюков В. М. Созерцанье облаков: книга лирики. — Томск, 1994. — С. 35.
- Крюков В. М. Ренуар. «Завтрак гребцов»: А. Сагалаеву // Крюков В. М. Линия ветра. Избранное: стихи, проза. — Томск, 1999. — С. 51.
- Крюков В. М. «Избегали речей пламенных…»: Андрею // Крюков В. М. В области сердца: Книга стихотворений. — Томск: Изд-во Научно-технической литературы, 2005. — С. 49.
- Крюков В. М. «Леса стоят полупусты…»: Андрею // Крюков В. М. В области сердца: Книга стихотворений. — Томск: Изд-во НТЛ, 2005. — С. 48.
- Крюков В. М. «Нет, мы не всё друг другу сказали…» // Крюков В. М. В области сердца: Книга стихотворений. — Томск: Изд-во НТЛ, 2005. — С. 50.

## Статьи о В. М. Крюкове
- Владимир Брусьянин (поэт). «Пред этим небосводом ростом в бездну» [О сборнике В. Крюкова «Созерцанье облаков»] // Томский вестник (газета). — Томск, 1994. — 11 марта.
- Андрей Филимонов (писатель, философ). Любовь смотреть на облака [О книге В. Крюкова «Линия ветра»] // Томские новости (газета). — Томск, 2000. — 9 июня.
- Руфь Тамарина. Высокий взлёт души [О книге В. Крюкова «Линия ветра»] // Вечерний Томск (газета). — Томск, 2000. — 15 августа.
- Александр Кушнер. О стихах Владимира Крюкова [предисловие к сборнику «В области сердца»]. — Томск, 2005.
- Оксана Чайковская. В области сердца — стихи [о поэзии В. Крюкова] // Красное знамя (газета), субботний спецвыпуск «Выходной». — Томск, 2005. — 10 сентября.
- Владимир Костин. «Для свободы и радости надо немного…» [предисловие к большой подборке стихотворений В. Крюкова] // Литературная учёба (журнал). — М., 2012. — № 6.
- Алексей Варламов. Чувство родины [предисловие к книге рассказов «Мальчик и другие истории»]. — Томск, 2014.
- Различая стихи и поэзию. Владимир Крюков никогда и нигде не называл себя поэтом… [Интервью с В. М. Крюковым] // обл.газета «Томские новости +». — Томск, 2014. — 18 августа. Электронный ресурс: tomsk-novosti.ru.
- Владимир Крюков [интервью]: «Поэту необходима школа!». [Интервью провёл Ю. Татаренко]. // «Персона» (журнал). — Томск, 2014. — № 9.
- Анатолий Леминский. Дознаватель истины, или история души поэта в рассказах [о книге Владимира Крюкова «Мальчик и другие истории»]. // обл.газета «Красное знамя». — Томск, 2014. — 3 июля.
- Геннадий Анкудинов. Поднять с листа строку… [Рецензия на сборник стихов «Белый свет» Владимира Крюкова]. // обл.газета «Томские новости». — Томск, 2017. — 15 мая. — Электронный ресурс: tomsk-novosti.ru.
- Оксана Чайковская. «Время не отбрасывает тени». О творчестве В. Крюкова. // Томское предместье (газета). — Томск, 2017. — № 84, от 3 ноября.
- Елена Штополь. «Не называйте меня поэтом!». Владимир Крюков — о любви к университету вопреки всему и нечаянному покорению Петербурга. // обл.газета «Томские новости». — Томск, 2017. — 3 ноября. — Электронный ресурс: tomsk-novosti.ru.
- [Самиздат]. Видеоинтервью с Владимиром Крюковым. [Публикация на странице социальной сети Instagram Томского областного Дома искусств от 03.12.2017].
- Владимир Крюков: «И любовь смотреть на облака». Стихотворения и отзывы о его творчестве А. Кушнера, А. Варламова и В. Казанцева. // Томский пенсионер (газета). — Томск, 2018. — 23 января.
- Николай Зайцев. Поэт, писатель и просто хороший человек. // Шегарский вестник (газета). — Томск/Мельниково, 2018. — 24 марта.
- Здислав Вихлач[7] Предисловие к книге стихотворений Владимира Крюкова «Время не отбрасывает тени». — Вроцлав (Польша): Издательство АSPEKTSPRESS, 2018.
- Виктор Петров. Великая ценность — память. Рецензия на книгу В. Крюкова «Промежуток»// Томский пенсионер (газета). — Томск, 2019. — 29 марта.
- Юрий Татаренко. Владимир Крюков о людях и о стихах // Наукоград (газета, Томск) (приложение к газете «Вечерний Томск. Итоги»). — Томск, 2020. — № 14, 15 апреля.
- Юрий Татаренко. Владимир Крюков: «Мы ещё возрадуемся жизни!» // Сибирские огни (журнал). — Новосибирск, 2020. — 22 апреля. — Электронный ресурс: сибирскиеогни.рф.